# كلاماراتا
كَلَمَراتة أو (نقحرة: كلاماراتا) (Calamarata) هو نوع من المعكرونة السميكة تكون على شكل خواتم، وغالبا ما تكون مصبوغة بحبر الحبار الأسود لكي تشبه شرائح السبيدج. مصدرها نابولي في جنوب إيطاليا. أما كلاماريتي (Calamaretti) فهي نوع أصغر من كلاماراتا.